# 光厳寺 (四国中央市)
光厳寺（こうごんじ）は、愛媛県四国中央市金生町にある寺院。宗派は高野山真言宗、本尊は十一面観音菩薩で、新四国曼荼羅霊場第25番札所。
御詠歌：春は花　四季の眺は　光厳寺　貴き大悲の　甍かがやく

## 概要・歴史
現在地より2丁ほど奥の山間の寺ノ谷に長福寺という当寺の前身となる寺があった。明応元年（1492年）の記録にはその長福寺の名が記されていることから、それ以前から存在していた寺院である。今からおよそ四百年前に現在地に再建された。それは天正の長曽我部の兵火で廃塵になったからとの説もある。寺伝では、宝暦9年（1759年）に遷化した時の住職であった宝厳上人が移転してからの初代とし、それ以前の記録はない。
当寺の本尊十一面観音は安産守護として古来より信仰されている。
平家の武者・土釜十郎を祭る祠がある。

## 交通案内
鉄道
- 四国旅客鉄道（JR四国）予讃線 川之江駅よりタクシーで約5分。

## 前後の札所
新四国曼荼羅霊場
24番 宗林寺-- 25番 光厳寺 -- 26番 真観寺